# ノースシドニー (ニューサウスウェールズ州)

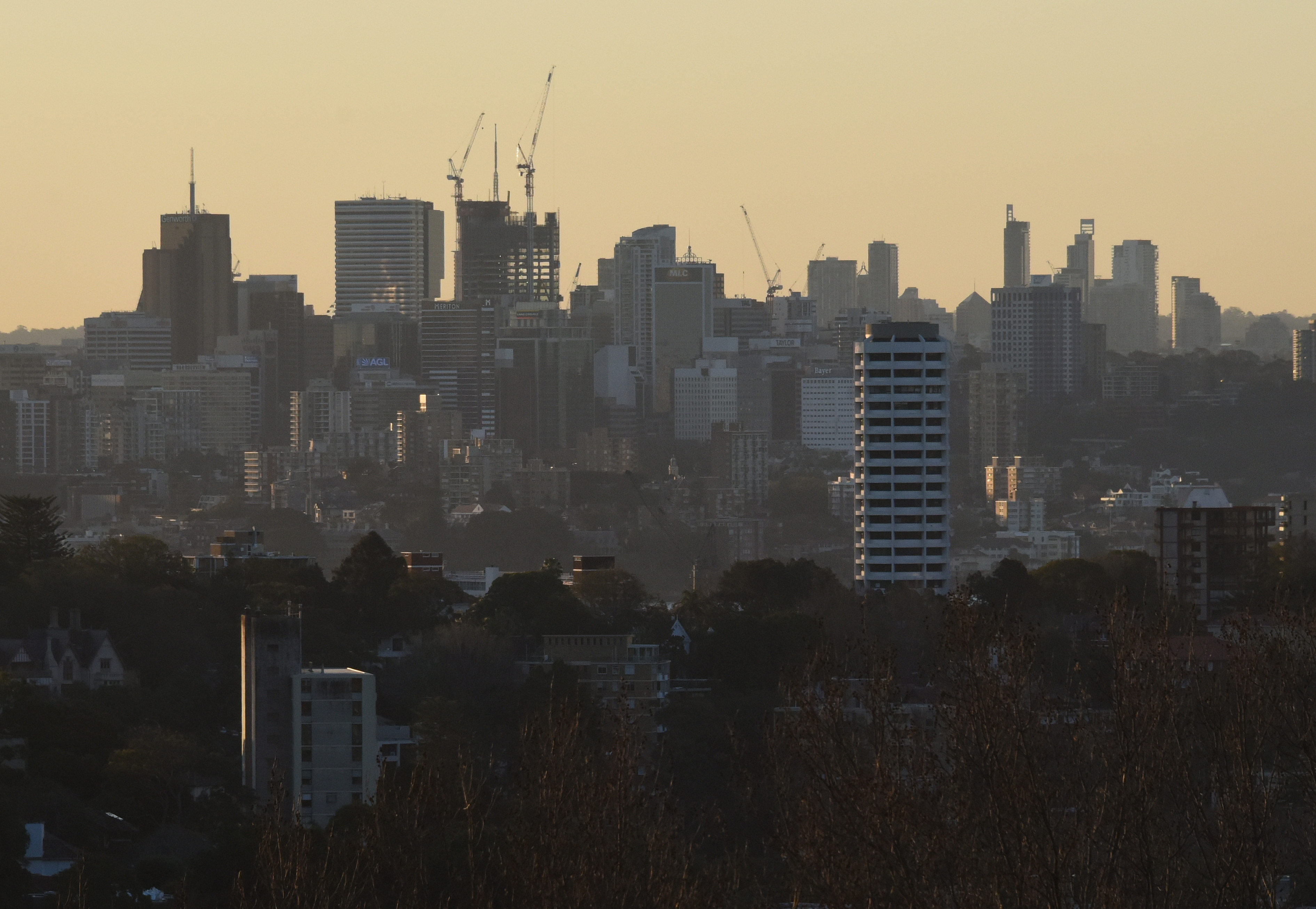
南東から見たノースシドニー

ノースシドニー（North Sydney）は、オーストラリア・シドニーにある商業地。シドニー中心業務地区の北3キロメートルに位置している。ポート・ジャクソン湾によって隔てられているが、ハーバーブリッジとシドニー・ハーバートンネルにより連絡しており、交通の便は良い。
シドニーの副都心として機能しており、超高層ビルが林立しているが、周辺は静かな住宅地が広がっている。行政上はノース・シドニー・カウンシル内にあり、市役所が立地している。